# Brésil aux Jeux olympiques d'hiver de 2010
Cet article contient des informations sur la participation et les résultats du Brésil aux Jeux olympiques d'hiver de 2010 à Vancouver au Canada.

## Cérémonies d'ouverture et de clôture

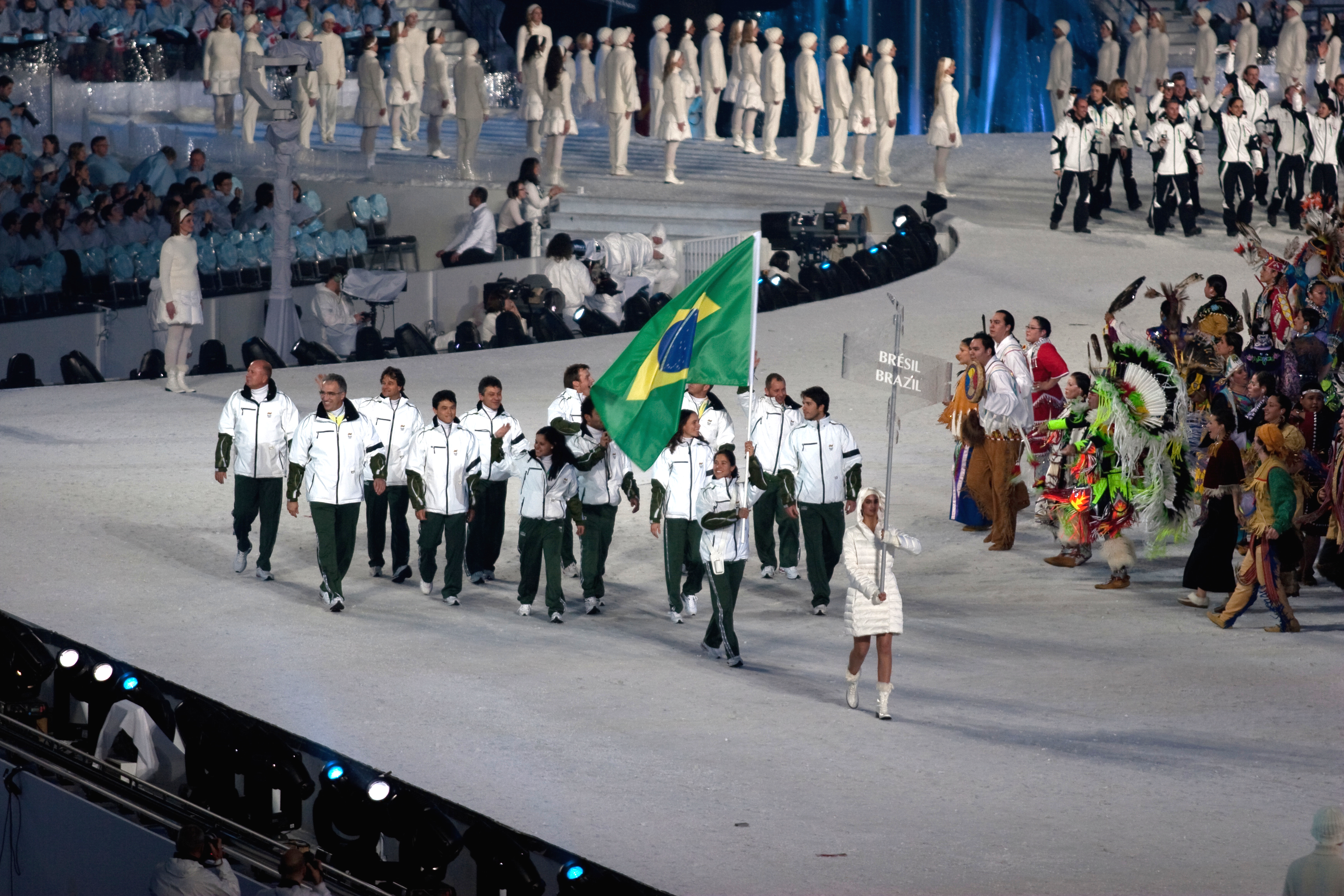
Entrée de la délégation brésilienne lors de la cérémonie d'ouverture.

Comme cela est de coutume, la Grèce, berceau des Jeux olympiques, ouvre le défilé des nations, tandis que le Canada, en tant que pays organisateur, ferme la marche. Les autres pays défilent par ordre alphabétique. Le Brésil est la quatorzième des 82 délégations à entrer dans le BC Place Stadium de Vancouver au cours du défilé des nations durant la cérémonie d'ouverture, après la Bosnie-Herzégovine et avant la Bulgarie. Cette cérémonie est dédiée au lugeur géorgien Nodar Kumaritashvili, mort la veille après une sortie de piste durant un entraînement. Le porte-drapeau du pays est la snowboardeuse Isabel Clark Ribeiro.
Lors de la cérémonie de clôture qui se déroule également au BC Place Stadium, les porte-drapeaux des différentes délégations entrent ensemble dans le stade olympique et forment un cercle autour du chaudron abritant la flamme olympique. Le drapeau brésilien est alors porté par la fondeuse Jaqueline Mourão.

## Délégation
Le tableau suivant montre le nombre d'athlètes brésiliens dans chaque discipline :
| Sport       | Hommes | Femmes | Total |
| ----------- | ------ | ------ | ----- |
| Ski Alpin   | 1      | 1      | 2     |
| Ski de fond | 1      | 1      | 2     |
| Snowboard   | 0      | 1      | 1     |
| Total       | 2      | 3      | 5     |

## Résultats

### Ski alpin
Hommes
| Athlète         | Épreuve      | Manche 1      | Manche 2      | Total         | Total |
| Athlète         | Épreuve      | Temps         | Temps         | Temps         | Rang  |
| --------------- | ------------ | ------------- | ------------- | ------------- | ----- |
| Jhonatan Longhi | Slalom Géant | 1 min 24 s 76 | 1 min 29 s 27 | 2 min 54 s 03 | 56    |
| Jhonatan Longhi | Slalom       | DNF           | –             | DNF           | –     |

Femmes
| Athlète        | Épreuve      | Manche 1      | Manche 2      | Total         | Total |
| Athlète        | Épreuve      | Temps         | Temps         | Temps         | Rang  |
| -------------- | ------------ | ------------- | ------------- | ------------- | ----- |
| Maya Harrisson | Slalom Géant | DNF           | –             | DNF           | –     |
| Maya Harrisson | Slalom       | 1 min 01 s 18 | 1 min 00 s 49 | 2 min 01 s 67 | 48    |

### Ski de fond
Hommes
| Athlète        | Épreuve     | Final         | Final |
| Athlète        | Épreuve     | Temps         | Rang  |
| -------------- | ----------- | ------------- | ----- |
| Leandro Ribela | 15 km libre | 43 min 36 s 2 | 90    |

Femmes
| Athlète          | Épreuve     | Final         | Final |
| Athlète          | Épreuve     | Temps         | Rang  |
| ---------------- | ----------- | ------------- | ----- |
| Jaqueline Mourao | 10 km libre | 30 min 22 s 2 | 67    |

### Snowboard
Femmes
| Athlète              | Épreuve               | Qualification | Qualification | 1/8 de finale   | Quart de finale | Demi finale     | Finals          | Finals          |
| Athlète              | Épreuve               | Temps         | Rang          | Position        | Position        | Position        | Position        | Rang            |
| -------------------- | --------------------- | ------------- | ------------- | --------------- | --------------- | --------------- | --------------- | --------------- |
| Isabel Clark Ribeiro | Snowboard Cross femme | 1 min 41 s 10 | 19            | Did not advance | Did not advance | Did not advance | Did not advance | Did not advance |